# Teatro Clavé

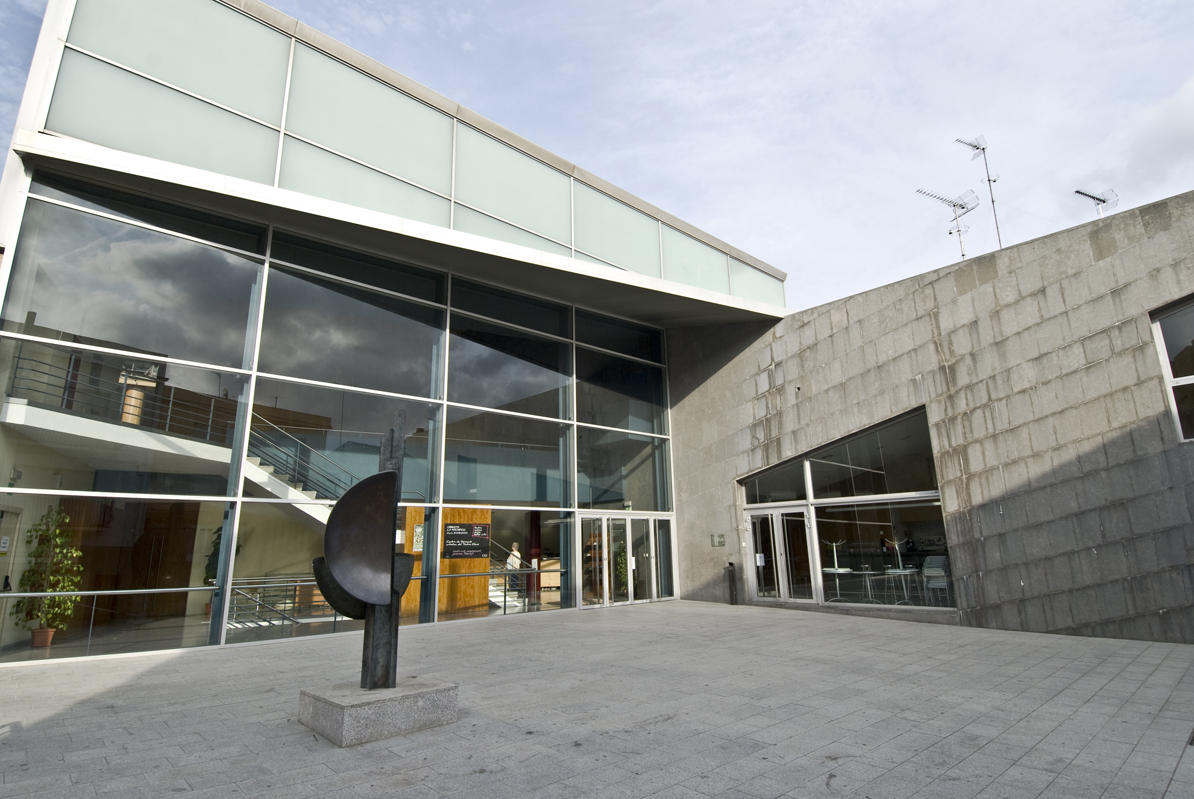
Imagen exterior del Teatre Clavé.

El Teatro Clavé de Tordera (Barcelona, España) es la infraestructura cultural de referencia del municipio. De propiedad municipal, está gestionado por una fundación integrada por representantes de diferentes sectores de la sociedad.
Se inauguró en dos fases. El 26 de abril de 1998 abrió parcialmente, con la presencia del poeta Miquel Martí i Pol y, un año más tarde, el 25 de abril de 1999 el equipamiento se inauguró oficialmente. 
El proyecto artístico del Teatro Clavé gira alrededor de dos ejes de proximidad: la difusión cultural y la formación artística.